# Arnaud Decléty
Arnaud Decléty (Doornik, 24 augustus 1933 - Doornik, 10 februari 2000) was een Belgisch politicus en Waals minister voor de PRL.

## Levensloop
Van opleiding burgerlijk ingenieur en licentiaat in de wiskunde en de fysica bouwde hij een carrière uit in de cementindustrie. Hij werd gedelegeerd bestuurder in verschillende cementfabrieken in de streek van Doornik en werd directeur-generaal van de vereniging voor producenten van kalksteenbrekers in Doornik. In 1980 zette hij zijn eerste stappen in de politiek als economisch raadgever op het kabinet van PRL-minister André Bertouille.
Van 1981 tot 1995 zetelde Decléty voor de PRL in de Senaat: van 1981 tot 1985 als provinciaal senator voor Henegouwen, van 1985 tot 1991 als rechtstreeks gekozen senator voor het arrondissement Doornik-Aat-Moeskroen en van 1991 tot 1995 nogmaals als provinciaal senator. Door de toen bestaande dubbelmandaten zetelde hij van 1985 tot 1991 ook in de Waalse Gewestraad en de Raad van de Franse Gemeenschap.
Van 1985 tot 1988 werd hij tot ministeriële functies geroepen, als minister van Economie, Werk en Middenklasse in de Waalse Regering geleid door Melchior Wathelet. In deze functie trachtte hij een nieuwe impuls te geven in het economisch beleid, middels openbare investeringen en grensoverschrijdende samenwerking.  Ook diende hij in 1987 een decreet in ter instelling van een Waalse arbeidsbemiddelingsdienst, hetgeen door de vervroegde verkiezingen later dat jaar echter verviel. Het was uiteindelijk zijn opvolger Edgard Hismans die, geïnspireerd door het decreet van Decléty, in december 1988 de oprichting van de Forem tot stand bracht. 
Na zijn ministeriële loopbaan was hij in de Waalse Gewestraad van 1989 tot 1990 voorzitter van de commissie Openbare Werken, waarna hij er van 1990 tot 1991 fractieleider was voor de PRL. Op lokaal gebied was hij van 1989 tot 1994 gemeenteraadslid van Brunehaut.
Van 1995 tot 1999 was hij lid van het Waals Parlement en van het Parlement van de Franse Gemeenschap. Wegens een slepende ziekte kwam hij bij de verkiezingen van 1999 niet meer op. In februari 2000 overleed hij op 66-jarige leeftijd.
Decléty was ook een vrijmetselaar die het niet steeds even nauw heeft genomen met de maçonnieke geheimhouding. Bij het politieke afscheid van André Cools hield hij begin 1990 in de Waalse gewestraad een redevoering die doorspekt was met maçonnieke toespelingen, iets wat niet door alle broeders in dank werd aanvaard.